# Parotia carolae
La paradisea dalle sei penne della regina Carola (Parotia carolae Meyer, 1894) è un uccello passeriforme della famiglia Paradisaeidae.

## Descrizione

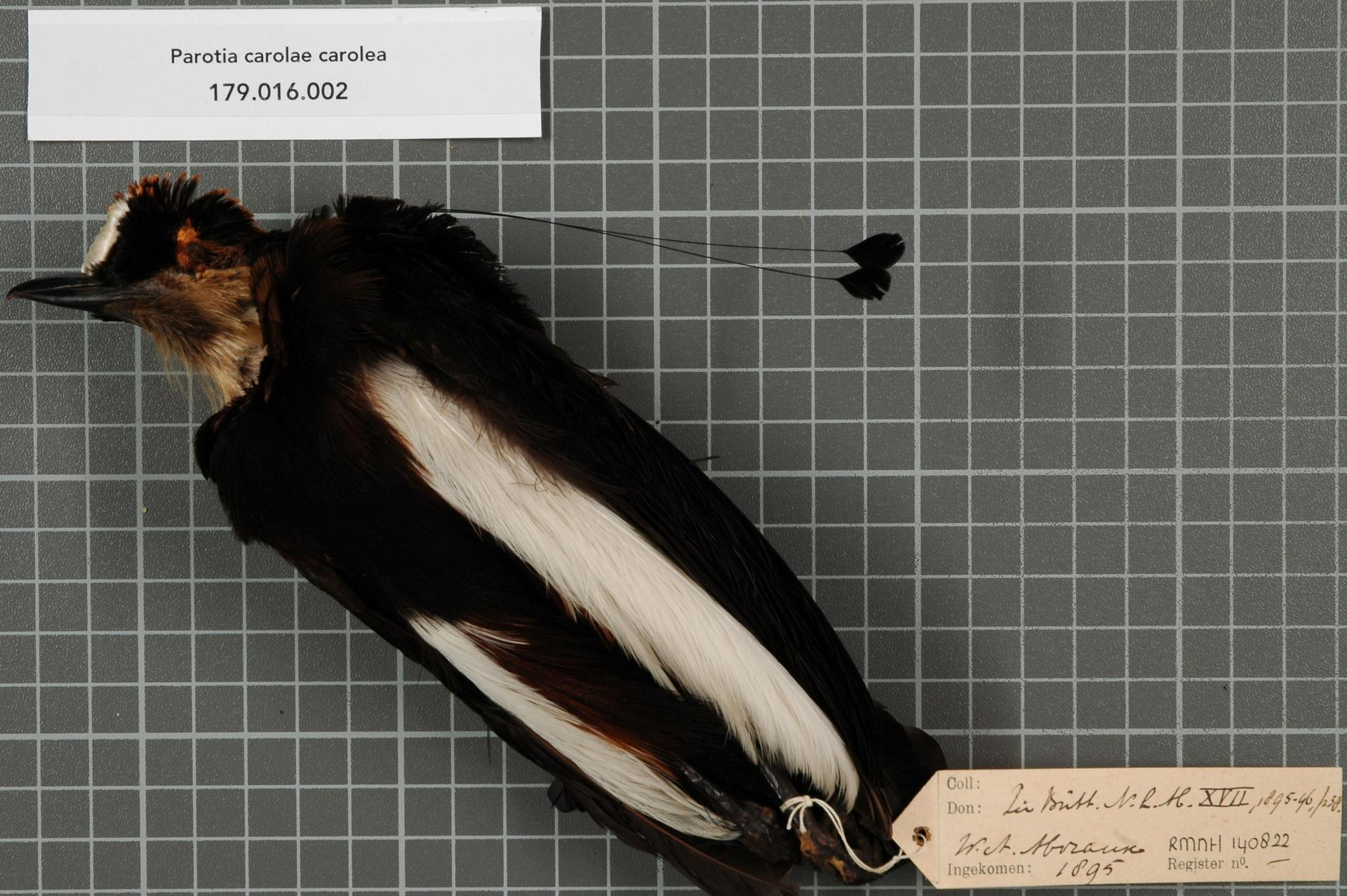
Maschio impagliato.

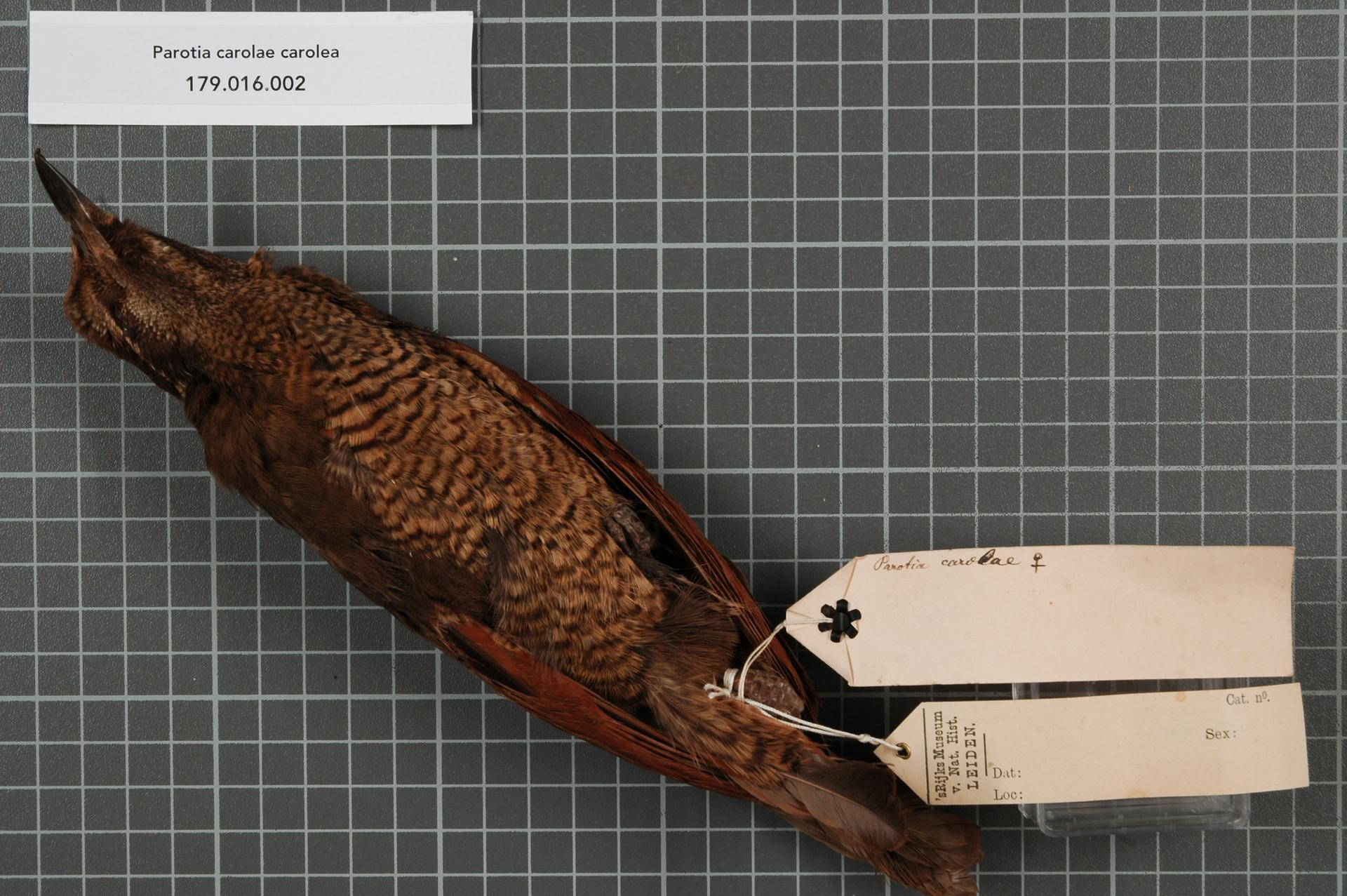
Femmina impagliata.

### Dimensioni
Misura circa 25-26 cm di lunghezza, per un peso di 110-163 g: i maschi, a parità d'età, sono lievemente più grossi e pesante rispetto alle femmine.

### Aspetto
L'aspetto può ricordare quello delle pitte, con corpo tozzo e paffuto, coda corta e becco corvino.

Come molti uccelli del paradiso, anche questa specie presenta dicromatismo sessuale: la femmina, infatti, presenta colorazione bruna su tutto il corpo, più scura su testa (dove sono presenti due bande grigio-biancastre che partendo dai lati del becco formano un sopracciglio e un mustacchio), petto e dorso e più chiara sul ventre, dove le singole penne sono orlate di scuro a dare un effetto striato, mentre le penne delle ali sono di color nocciola. Il maschio, invece, presenta piumaggio nero sericeo su tutto il corpo, con decise sfumature bronzee su testa (in particolare sulla faccia) e collo, mentre le lunghe penne dei fianchi e quelle della fronte sono bianche, e quelle del petto sono di colore verde iridescente: sugli occhi è presente un sopracciglio arancione, così come arancione è il vertice. Come osservabile negli altri uccelli del paradiso dalle sei penne, anche in questa specie il maschio presenta per l'appunto sei penne (tre per ciascun lato) allungate e a forma di spatola poste dietro ciascun orecchio. In ambedue i sessi becco e zampe sono di colore nero, mentre gli occhi sono gialli.

## Distribuzione e habitat
La paradisea dalle sei penne della regina Carola è endemica della Nuova Guinea, dove è osservabile lungo gran parte della parte mediana dell'asse montuoso dell'isola.
L'habitat di questi uccelli è rappresentato dalla foresta pluviale montana, fra i 1000 e i 2000 m di quota.

## Biologia
Si tratta di uccelli diurni e solitari, estremamente schivi, che passano la maggior parte del proprio tempo alla ricerca di cibo nella foresta.

### Alimentazione
Si tratta di uccelli frugivori, che tuttavia non disdegnano di integrare la propria dieta con insetti e altri piccoli invertebrati. In cattività, alcuni di questi uccelli hanno mostrato di avere una dieta anche parzialmente folivora.

### Riproduzione
Il periodo riproduttivo della paradisea dalle sei penne della regina Carola coincide con la stagione secca (giugno-dicembre). I maschi si esibiscono da soli in appositi spiazzi che essi stessi scelgono e provvedono a ripulire: il corteggiamento prevede una parata molto complessa e che segue dei pattern ben stabiliti, durante la quale il maschio muove ritmicamente la testa per mostrare le penne laterali e l'iridescenza di quelle pettorali, arruffa le penne di petto e fianchi, il tutto davanti a una platea di femmine sopraggiungenti che in base all'esecuzione valuterà se concederglisi o meno.

Lo scopo del maschio è quello di accoppiarsi col maggior numero di femmine possibile: la specie è infatti poligina, e dopo l'accoppiamento la costruzione del nido, la cova e la cura dei nidiacei sono completamente a carico della femmina.

## Tassonomia

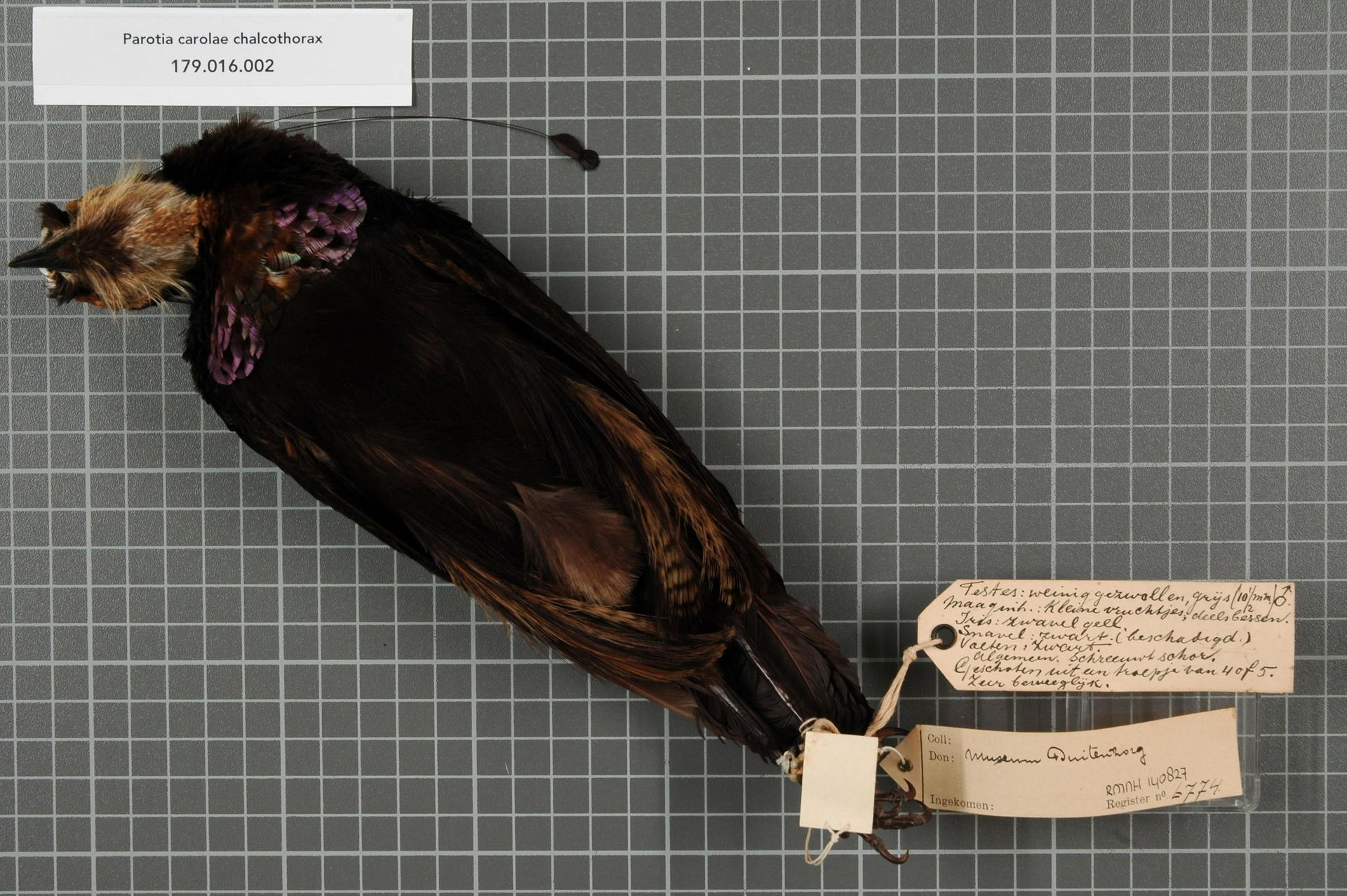
Maschio impagliato della sottospecie chalcothorax.

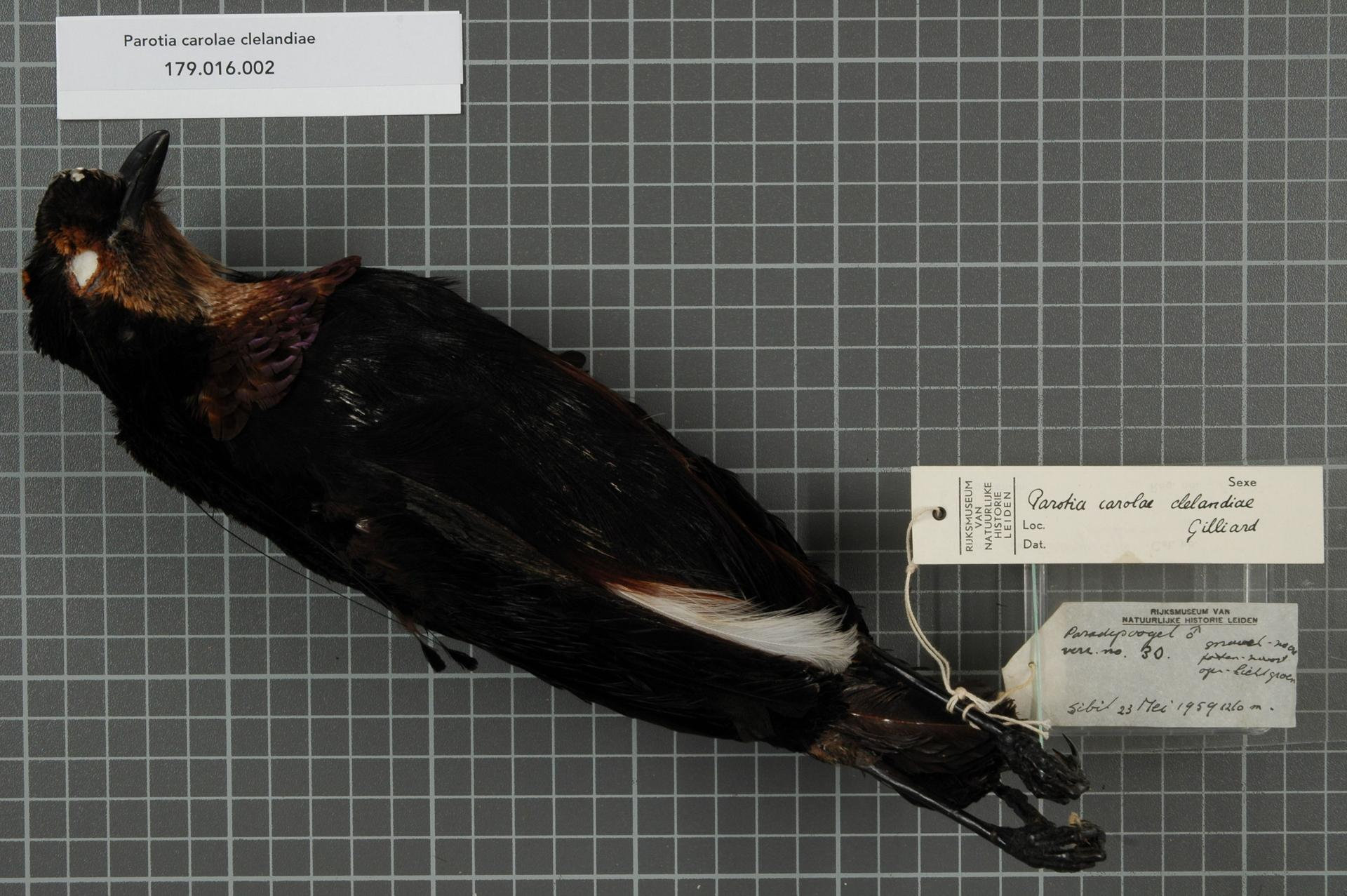
Maschio impagliato della sottospecie clelandiae.

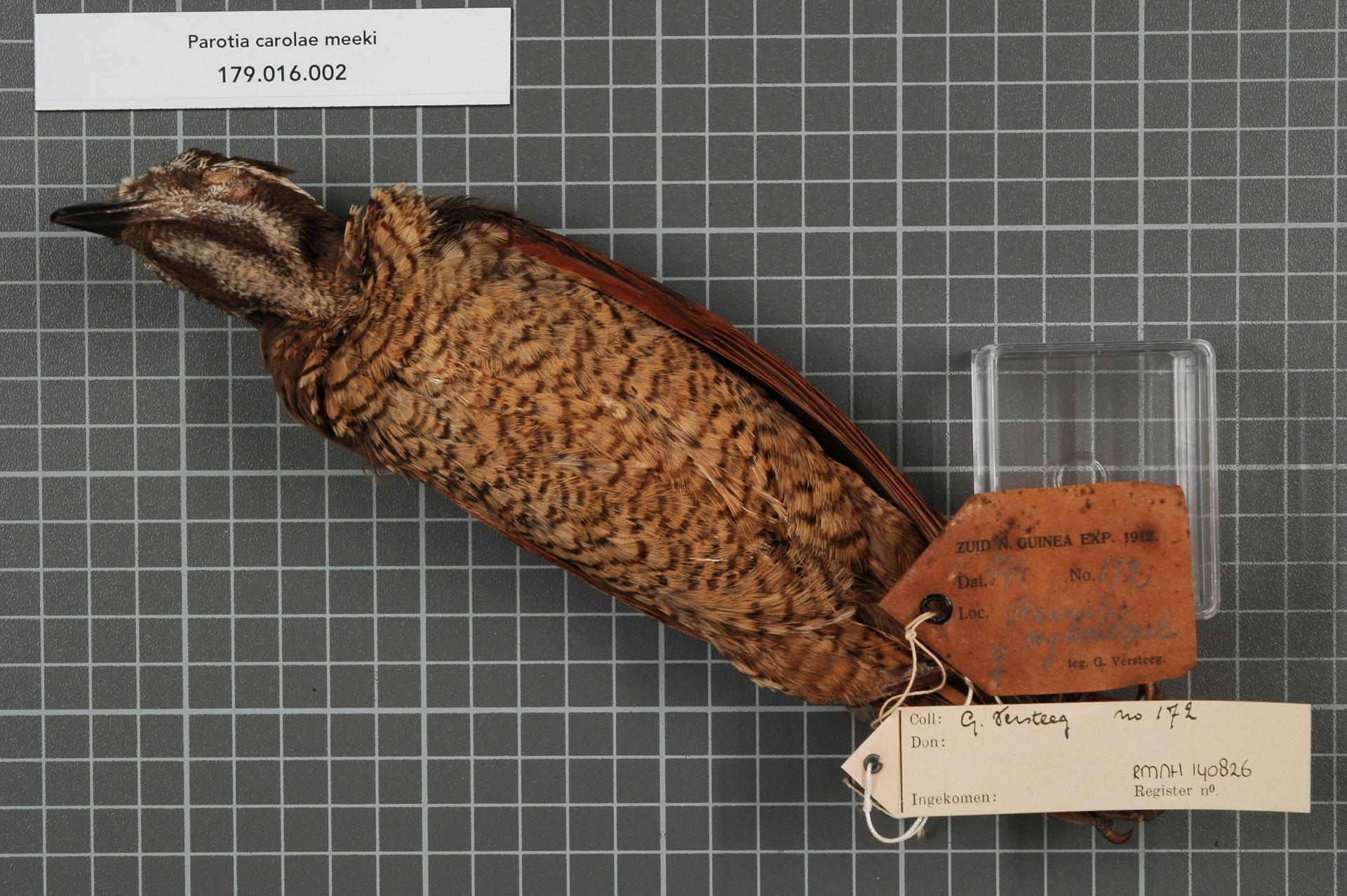
Femmina impagliata della sottospecie meeki.

Se ne riconoscono cinque sottospecie:
- Parotia carolae carolae, la sottospecie nominale, diffusa nella zona a ovest dei laghi Paniai;
- Parotia carolae chalcothorax Stresemann, 1934, diffusa nella zona fra il Taritatu e il monte Doorman;
- Parotia carolae chrysenia Stresemann, 1934, diffusa lungo il versante nord dei monti Bismarck;
- Parotia carolae clelandiae Gilliard, 1961, diffusa nella regione delle Terre Alte;
- Parotia carolae meeki Rothschild, 1910, diffusa nella zona fra i laghi Paniai e il primissimo corso del Mamberamo;

In passato anche la paradisea dalle sei penne di von Berlepsch veniva classificata come sottospecie di parotia della regina Carola, col nome di Parotia carolae berlepschi.
Si ha notizia di almeno un caso di ibridazione con la paradisea superba, una femmina adulta trovata nella provincia di Sepik Est e inizialmente classificata come Lophorina superba pseudoparotia Stresemann, 1934.
Il nome scientifico di questi uccelli venne scelto in onore di Carola di Vasa, regina di Sassonia in quanto moglie di Alberto (al quale è invece dedicato il nome di un'altra paradisea, l'uccello del paradiso del Re di Sassonia).